# Ofo (компания)
Ofo (/ˈoʊfoʊ/) — пекинская компания, предоставлявшая велосипеды напрокат. Компания была основана в 2014 году. С 2017 года она ввела в эксплуатацию более 10 миллионов велосипедов в 250 городах и 20 странах. Для использования велосипедов пользователям было необходимо установить специальное приложение для смартфонов, через которое можно было найти поблизости велосипед и разблокировать его. За использование взималась почасовая оплата. По состоянию на 2017 год компания оценивалась в 3 млрд долл. и имела более 62,7 миллиона активных пользователей в месяц. В 2019-2020 году компания обанкротилась и прекратила деятельность.

## История
Компания была основана в 2014 году в качестве проекта пятью членами велосипедного клуба Пекинского университета, первоначально проект был нацелен на велосипедный туризм, позже было принята модель совместного использования. Компания была названа «ofo», так как надпись напоминала велосипед. ofo была запущена в июне 2015 года в Пекине и к октябрю уже набрала 20 000 пользователей и 2000 велосипедов. В 2016 году, велосипеды компании стали появляться в других городах Китая, заявив, что к концу года будет задействован парк из 85 000 велосипедов. В сентябре 2016 года компания привлекла инвестиции в размере 130 млн. долл. от ведущих китайских компаний Xiaomi и Didi Chuxing, это позволило ей выйти за пределы Китая. Финансирование серии D в феврале 2017 года во главе с Didi Chuxing и российским инвестором Digital Sky Technologies привлекло 450 млн. долл. США и компания была оценена в 1 млрд. долл. ofo начал расширяться за пределами Китая в 2017 году, с запуском в Сингапуре в феврале 2017 года, на территории Кембриджского университета, Соединённое Королевство — в апреле, Сиэтле, США — в августе, Сиднее, Австралия — в октябре.
В июле 2017 года ofo объявила о дополнительном финансировании в размере 700 миллионов долларов в раунде под руководством Alibaba, Hony Capital и Citic PE. В феврале 2018 года Техасский университет A&M сотрудничал с ofo, и выпустил платформу для обмена велосипедами в университетском городке. Кроме того, в марте 2018 года во главе с Alibaba было привлечено еще 866 млн. долл. США.

## Использование

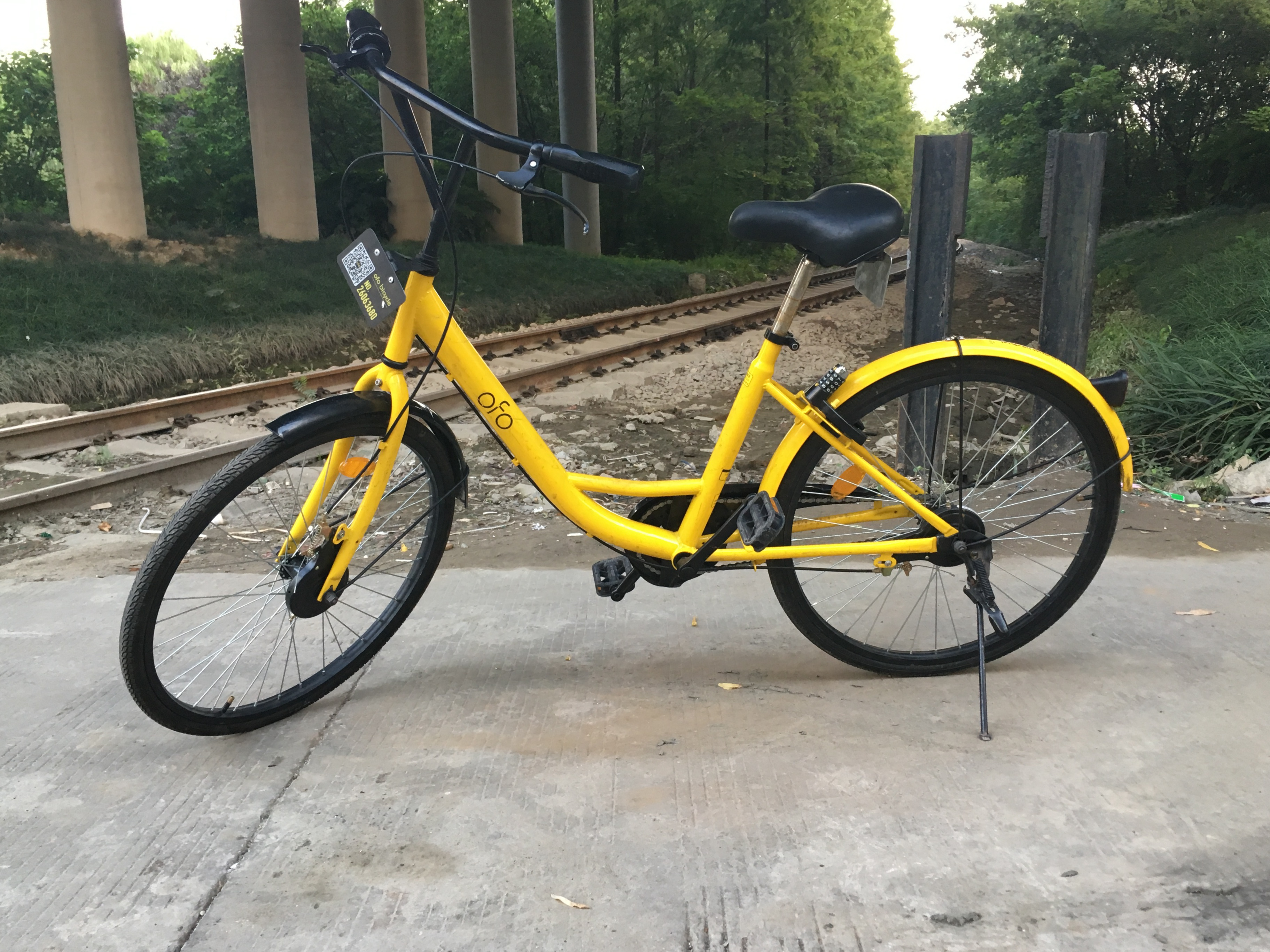
Велосипед ofo в Ханьчжоу, Китай

Чтобы найти поблизости велосипеды, использовалось мобильное приложение компании. Каждый велосипед имел QR-код на раме, который нужно было отсканировать, чтобы разблокировать велосипед. Эта функция также доступна в других совместных приложениях, таких как WeChat и Alipay в Китае. Каждый велосипед оснащался спутниковым позиционированием GPS, которое позволяло пользователям видеть велосипеды поблизости. Пользователи платили в приложении, используя свои кредитные карты. Для завершения аренды они могли оставить его в любом месте. Велосипеды использовали NarrowBand IoT для питания замков, разработанных Huawei и China Telecom.

## Бизнес
ofo обладала сетью в более чем 7.5 миллионов велосипедов, и с момента создания компании в июне 2015 года было осуществлено около 500 миллионов поездок. Их услугой воспользовалось более 30 миллионов пользователей в 46 городах по всему миру. Приложение зафиксировало более 100 миллионов поездок в 2017 году.
ofo сотрудничало с Alipay, крупнейшей в Китае платформой онлайн-платежей.

## Споры

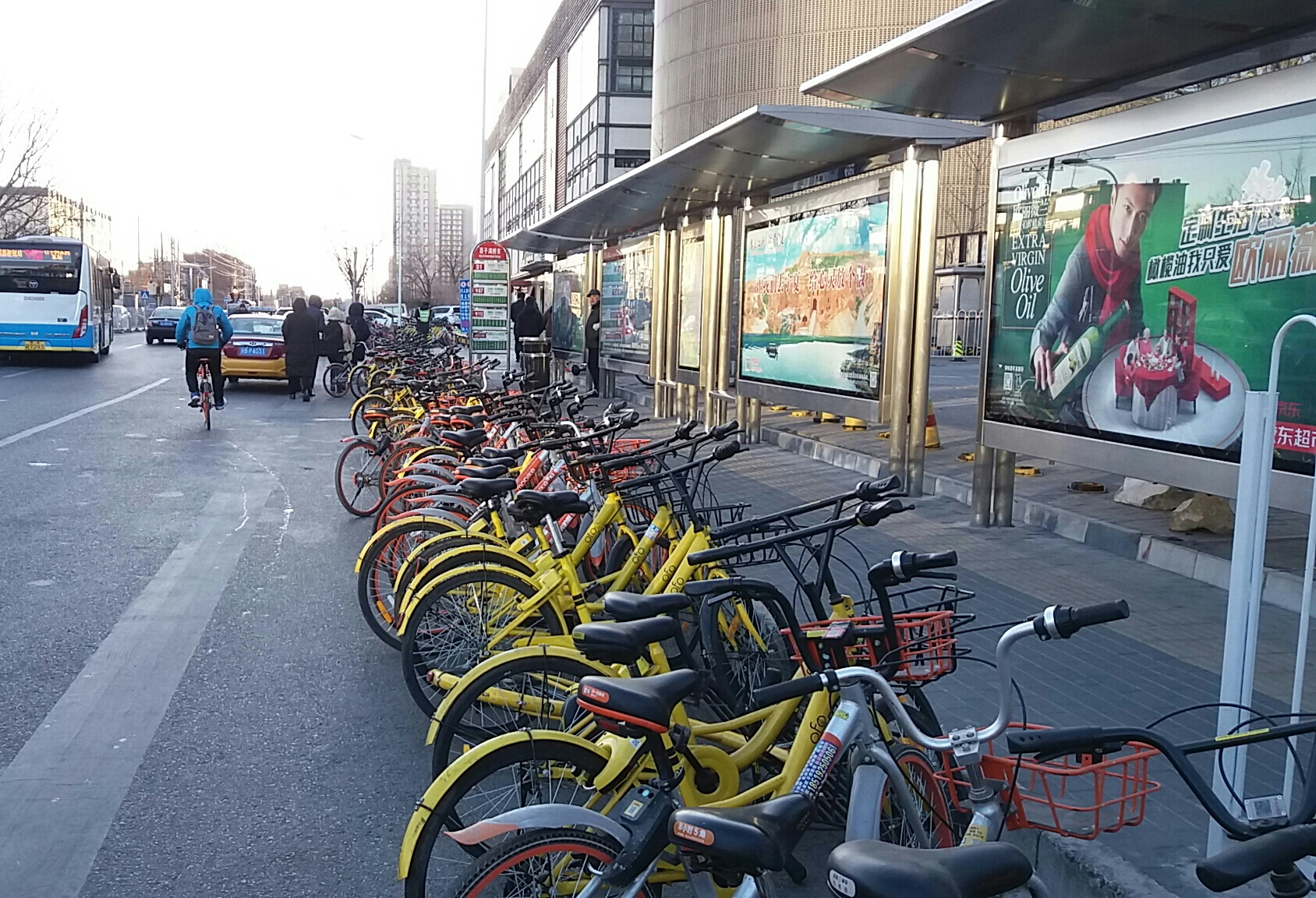
велосипеды ofo и Mobike рядом с автобусной остановкой

Как и многие другие компании по совместному использованию велосипедов, включая ReddyBike и Obike, велосипеды ofo вызвали недовольства в некоторых городах, включая Мельбурн, Австралия; Даллас, Техас; Сан-Диего, штат Калифорния, в связи с тем, что велосипеды повсюду бросали, и они загораживали дорогу. Из-за беспорядков учинённых брошенными велосипедами, некоторые города в Китае начали регулировать количество велосипедов, размещённых в городе.